# Pacifigorgia rutila
Pacifigorgia rutila är en korallart som först beskrevs av Addison Emery Verrill 1868.  Pacifigorgia rutila ingår i släktet Pacifigorgia och familjen Gorgoniidae. Inga underarter finns listade i Catalogue of Life.